# 林家たけ平
林家 たけ平（はやしや たけへい、1977年10月27日 - ）は、落語協会所属の落語家。本名：草野 武史（くさのたけし）。紋∶中陰花菱。出囃子∶『蛇の目のかげで』。

## 経歴
東京都足立区出身、現在も同区在住。東海大学文学部広報学科卒業後、演芸に関わる仕事を求め、林家こぶ平（現在の九代目林家正蔵）のマネージャーとなる。その後落語家に転身することを決意。
2001年12月、こぶ平（現在の九代目正蔵）の四番弟子（当時）として入門。2002年６月、前座となる。前座名はたけ平。なお、入門当初は四番目の弟子であったものの、兄弟子らの廃業により事実上の総領弟子（一番弟子）となった。
2005年5月に林家ぼたん、三遊亭金翔と共に二ツ目昇進。
2016年3月に林家彦丸、林家ぼたん、二代月の家小圓鏡、台所おさんと共に真打昇進。
2019年4月に三遊亭萬橘と、谷中銀座商店街「夕焼けだんだん」下に、寄席「にっぽり館」をオープン、2022年2月、再開発のため「にっぽり館」をいったん閉館。2023年5月、前会場より1kmほど上野寄りの上野桜木2丁目の住宅を寄席に改装して再オープン。
2024年3月に東海林太郎音楽館副館長に就任。

## 出囃子
- 白妙（2005年 - 2016年）
- 蛇の目のかげで（2016年 - ）

## 芸歴
- 2001年 - 林家こぶ平に入門。
- 2002年6月 - 前座として楽屋入り、前座名たけ平。
- 2005年5月 - 二ツ目昇進。
- 2016年3月 - 真打昇進。

## 受賞歴
- 2007年∶NHK新人演芸大賞入選[1]
- 2011年
  - 北とぴあ若手落語家競演会大賞受賞[1]
  - 池上落語会大賞受賞[1]
- 2017年∶第7回オーディオブックアワード企画賞受賞[1]
- 2019年∶平成30年度彩の国落語大賞受賞[1]

## 人物
趣味は「食べ歩き」「懐メロ鑑賞とその研究」。このうち懐メロに関する知識を生かし、ラジオパーソナリティや歌謡ショーの司会者として活動したり、歌手との二人会を開催したりするなどしている。2024年3月より東海林太郎音楽館（秋田市）副館長を務める。

## 演目
- 幾代餅
- おかめ団子
- おせつ徳三郎
- お見立て
- お若伊之助
- 鰍沢
- 景清
- 紀州
- 五人廻し
- 小間物屋政談
- 芝居の喧嘩
- 芝浜
- 大師の杵
- 茶の湯
- 付き馬
- ねずみ
- 寝床
- 百年目
- らくだ

## メディア
放送番組
いずれもレギュラー出演
- お好み寄席（NHK BShi、2010年-2011年）
- SOUND ECOLOGY TUNE（SHIBUYA-FM、2010年8月-10月）
- たけ平のこちら昭和歌謡曲（エフエム世田谷、2010年12月-2011年2月）
- 道草の達人 たけ平が行く!→林家たけ平のプチウォーキング（JCNチャンネル、2011年-2013年）
- 林家たけ平のいきいきラジヲ842（FMカオン、2011年10月-2012年12月）
- よみがえる昭和の名曲（JCNチャンネル 2013年） - 司会
- 林家たけ平の“楽”語の時間（FMカオン、2013年4月 ）[6]
- 噺家が闇夜にコソコソ（2014年4月-6月）

広告
- au ラジオCM（2005年）
- 日産・キューブ ラジオCM（2006年）
- はつらつ堂 サプリメント「しじみん」ラジオCM（2014年）

CD
- 新宿末廣亭深夜寄席 眉目秀麗編（avex trax、2013年3月20日） - 『扇の的』を収録。

著書
- よみがえる歌声 昭和歌謡黄金時代（ワイズ出版、2012年10月25日） ISBN 978-4898302606

その他
- ミュージカル『くまのこうちょうせんせい』 - NPO法人「あかとんぼ福祉会」と共演